# غوريلا السهول الشرقية
غوريلا الأراضي الشرقية المنخفضة (غوريلا بيرينجي غراويري) المعروف أيضا غوريلا غراير نوع من الغوريلا الشرقية المستوطنة في الغابات الجبلية في شرق جمهورية الكونغو الديمقراطية. يعيش عدد كبير من قطعا هذه الغوريلا داخل منتزه كاهوزي بيغا ومتنزهات مايكو الوطنية والغابات المتاخمة لها وغابات أوسالا وعلى جبال إيتومبويه.
يعد هذا النوع أكبر نوع من أنواع الغوريلا الأربعة. لديها كسوة سوداء علي جسمها مثل الغوريلا الجبلية، رغم أن الشعر أقصر في الرأس وباقي الجسم. طبقة غطاء الذكر، شأنه في ذلك شأن الغوريلات الأخرى تتحول إلي اللون الفضي في الجزء الخلفي كدليل علي نضج الحيوان.
.غوريلات الأراضي الغربية المنخفضة أكثر من الشرقية؛ بمقارنة بما مجموعة أكثر من 100,000 غوريلا أراضي منخفضة غربية، لا يوجد سوى حوالي 5,000 غوريلا أراضي منخفضة شرقية في البرية، وأنثى واحدة فقط في الأسر في «حديقة حيوان أنتويرب» في بلجيكا.